# Грауэн, Андрей Яковлевич
Грауэн Андрей (Андрес) Яковлевич (1886—1942) — русский инженер-кораблестроитель, штабс-капитан Корпуса корабельных инженеров, старший помощник судостроителя Порта Императора Петра Великого, конструктор первого серийного бронеавтомобиля «Руссо-Балт тип С» Российской императорской армии.

## Биография
Родился 26 декабря 1886 года в Гатчине Санкт-Петербургской губернии. Первичное образование получил в гатчинской городской и гатчинской реальной гимназиях.
В службе с 1906 года. Поступил в Морское инженерное училище в Кронштадте. С 1909 года, после окончания училища, подпоручик Грауэн служил в кораблестроительном отделе Морского технического комитета, затем в Главном управлении кораблестроения и снабжений (ГУК). В марте 1913 года поручик Грауэн участвовал в экспедиции А. Н. Крылова на пароходе «Метеор», предпринятой ГУК с целью выяснения целесообразности применения системы активного успокоения качки Г. Фрама для строившихся линейных крейсеров класса «Измаил».
Занимался проработкой вопросов бронирования крупных надводных кораблей, им разработана система крепления, а также конструкция жёсткого опорного контура плит главного пояса линейного корабля «Измаил» и линкора «Император Николай I».
В январе 1914 года производитель работ кораблестроительной чертёжной ГУКа А. Я. Грауэн подготовил технический проект перевооружения броненосцев «Слава» и «Цесаревич». Модернизация броненосцев была проведена в 1915—1916 годах.
В феврале 1914 года спроектировал для предполагавшихся 16" линкоров экспериментальные участки бронирования («опытные отсеки»), которые были построены на Морском полигоне для натурного исследования свойств предложенных систем броневой защиты. 6 апреля 1914 года был произведён в штабс-капитаны Корпуса корабельных инженеров.
В сентябре 1914 года освидетельствовал захваченный русскими кораблями повреждённый германский крейсер «Магдебург» на предмет возможности его ремонта и ввода в строй, по которому дал отрицательное заключение.

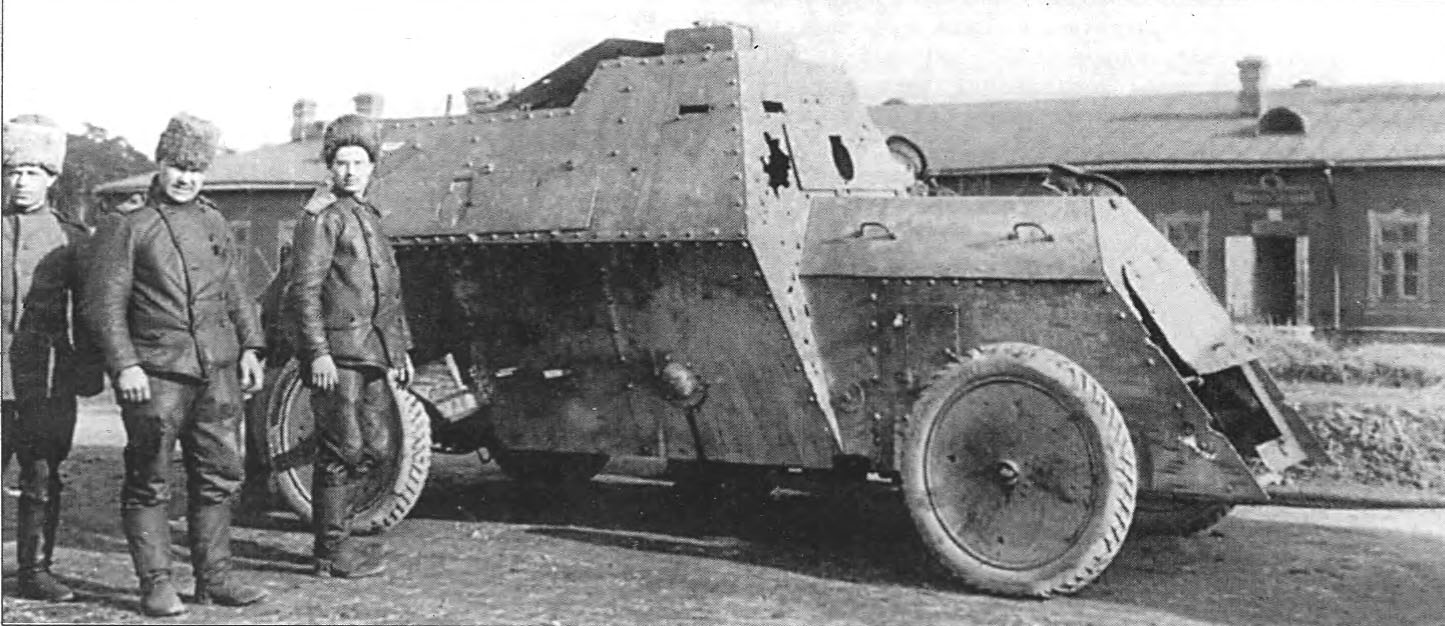
Пулемётный бронеавтомобиль «Руссо-Балт тип С»

В сентябре 1914 года проектировал первые в России броневые машины «Руссо-Балт тип С» для Первой автомобильной пулемётной роты и вместе с полковником лейб-гвардии Егерского полка А. Н. Добржанским выполнял эскизы и наблюдал за изготовлением первых восьми машин Ижорским заводом в Колпино.
В 1915 году был старшим помощником судостроителя Порта Императора Петра Великого, в 1916 году штабс-капитан Грауэр стал слушателем кораблестроительного отдела Николаевской морской академии.
После Октябрьской революции продолжил службу на Балтийском заводе. В 1919 году был назначен наблюдающим за восстановительным ремонтом эскадренного броненосца «Андрей Первозванный» на Балтийском заводе. В условиях послереволюционной разрухи корабль не был восстановлен
В декабре 1923 года А. Я. Грауэн вместе с семьёй уехал в Эстонию, жил в пригороде Таллинна — Нымме. В 1930-х годах был главным редактором технических журналов, автором нескольких книг и статей по морской технике.
Андрей Яковлевич Грауэн умер 6 апреля 1942 года в блокадном Ленинграде.

## Семья
- Жена — Валентина Рудольфовна, урождённая Молькентин (10.01.1891, Курск — декабрь 1941, Таллинн)
- Дочь — Ирина Андреевна Грауэн, Irina (Irene) Grauen, по мужу с 1939 года С. И. Карузо, Caruso (1914, д. Шпаньково Губаницкой вол. Петергофского уезда. СПб. губ. — 2003, Базель, Швейцария) — врач-бактериолог, в годы Второй мировой войны работала в госпиталях в Австрии[10].
- Дочь — Елизавета (Лидия) Андреевна Грауэн, Jelizaveta (Lydia) Grauen (1915, Петроград — 2014, Италия) — оперная певица, в 1986 году организовала в Милане Европейскую школу певцов и артистов. До 2010 занималась постановкой голосов артистов в La Scala[11].

## Награды
- Орден Святого Станислава 3-й степени (1913).
- Орден Святой Анны 3-й степени (6.12.1914).
- Светло-бронзовая Медаль «В память 300-летия царствования дома Романовых» (1913).
- Светло-бронзовая Медаль «В память 200-летия морского сражения при Гангуте» (1915)[8].